# Vương Hoành (Đông Hán)
Vương Hoành (chữ Hán: 王闳, ? – ?), người Nguyên Thành, Ngụy Quận , nhân vật chính trị trải qua các triều đại Tây Hán, Tân, Đông Hán. Ông là thành viên duy nhất của gia tộc Vương Mãng bảo toàn được tính mạng và địa vị.

## Cuộc đời và sự nghiệp
Hoành là con của Bình A hầu Vương Đàm – chú của Vương Mãng, con rể của Trung lang tướng Tiêu Hàm. Thời Hán Ai đế, ngoại thích họ Vương bị ngoại thích họ Phó, họ Đinh chèn ép. Vì Thái hoàng thái hậu Vương Chánh Quân nài xin cho con cháu, đế lại thấy ông là em trai của Vương Khứ Tật, khi xưa rất thân thiết với mình, nên mới để cho Hoành vào triều làm Trung thường thị. Bấy giờ đế sủng hạnh Đổng Hiền, cho hắn ta làm Đại tư mã, quyền lực nghiêng ngửa triều đình; nhưng ông nhiều lần nói thẳng để can ngăn, trái với thánh ý. Trong một bữa tiệc rượu, đế ra vẻ học theo Nghiêu Thuấn, muốn thiện nhượng cho Hiền, Hoành dâng lời rằng: "Thiên hạ vốn là thiên hạ của Cao hoàng đế, không phải của riêng bệ hạ! Bệ hạ kế thừa tông miếu, nên truyền cho con cháu mãi mãi, thống - nghiệp rất trọng, thiên tử không được nói chơi." Đế im lặng không vui, mọi người đều sợ hãi, rồi đế đuổi ông ra ngoài, về sau không cho hầu tiệc nữa. 
Ai đế sắp băng, giao tỷ thụ cho Hiền. Hoành bẩm với Vương Chính Quân, xin đi giành lại. Ông chỉ mặt Hiền mà mắng, ông ta không dám chống lại, đành giao ra tỷ thụ. Hoành dâng tỷ thụ lên Vương Chính Quân, mọi người đều cảm phục. Đến khi Vương Mãng soán ngôi, đâm ra e dè, đẩy ông ra làm Đông Quận thái thú. Hoành sợ bị làm tội, thường giấu thuốc độc trong tay áo. Nhà Tân mất, Hoành đưa hơn 30 vạn hộ dân Đông Quận theo về với chính quyền Canh Thủy. 
Canh Thủy đế lấy Hoành làm Lang Da thái thú, sai đi đánh Trương Bộ. Ông làm hịch kêu gọi, thu được 6 huyện Cống Du, tập hợp mấy ngàn người tấn công Trương Bộ nhưng thất bại. Thế lực của Trương Bộ quá lớn, trong khi Canh Thủy đế bị giết, Hoành đành phải đầu hàng, nhưng vẫn giữ vững khí tiết của kẻ sĩ, khiến Trương Bộ khâm phục, đãi theo lễ thượng tân, cho ông làm Chưởng quận sự. Sau khi Lưu Vĩnh thất bại, Trương Bộ muốn lập con của Vĩnh làm đế, Hoành can ngăn, bèn thôi. Năm Kiến Vũ thứ 5 (29), Trương Bộ bị tướng Hán là Cảnh Yểm đánh bại phải đầu hàng, ông đến đất Kịch gặp Quang Vũ đế xin hàng. 
Không rõ hậu sự của Hoành. Quang Vũ đế xét đức nghĩa của ông, lại theo phép Chu Vũ vương đối với con cháu nhà Ân, bổ nhiệm con của ông làm quan. 